# Клятва Гиппократа

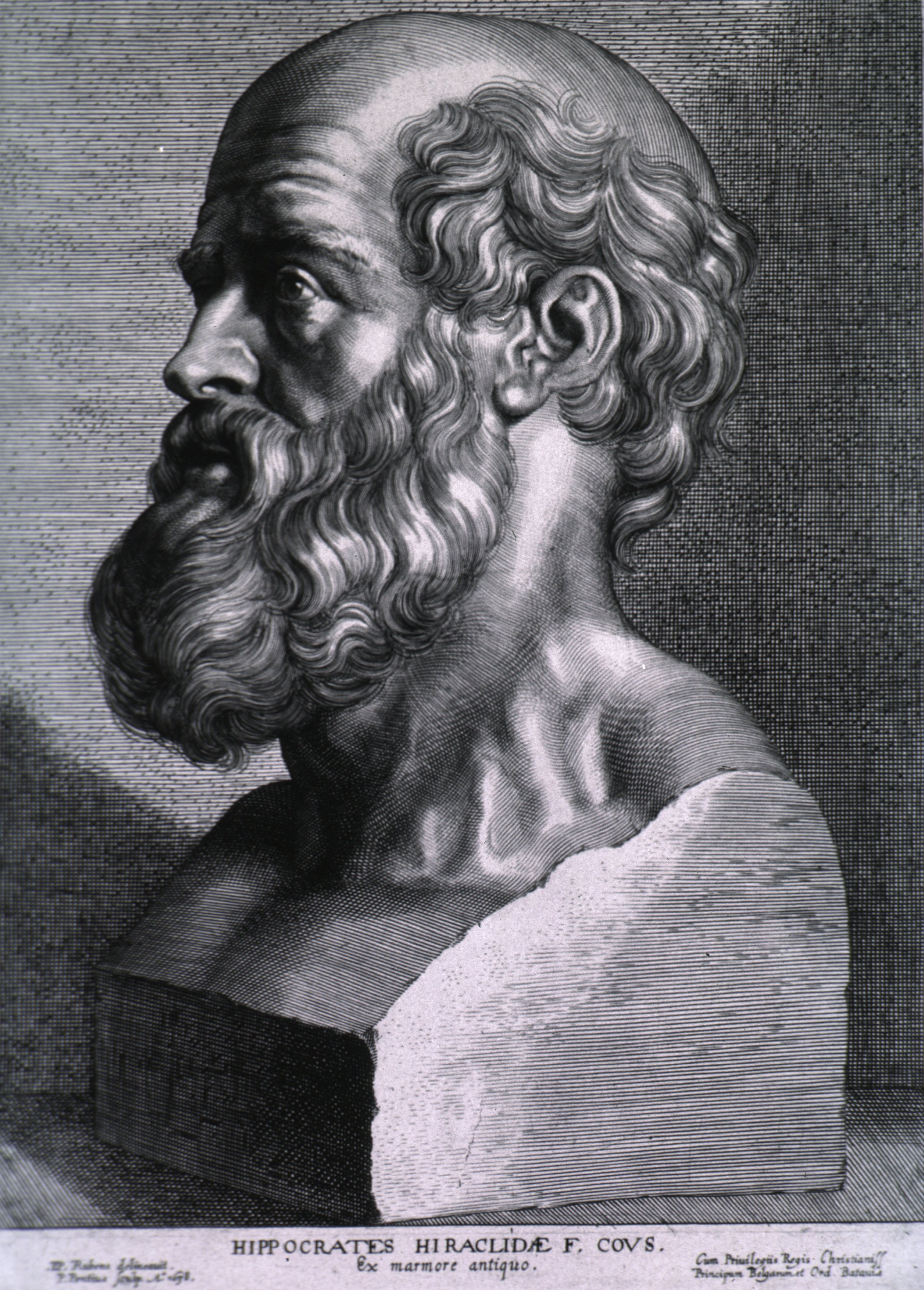
Бюст Гиппократа. Питер Пауль Рубенс, 1639

Кля́тва Гиппокра́та —  клятва, выражающая основополагающие морально-этические принципы поведения врача. В разговорной речи используется как синоним для различных законодательно утверждённых вариаций «клятвы врача», произносимой при получении документа о высшем медицинском образовании, церемонии окончания бакалавриата и перехода к специализации, либо по приёму в учебное заведение, если оно функционирует непосредственно при лечебном учреждении.

## История врачебных клятв
Клятвы, формулирующие моральные нормы поведения врача, существовали ещё в Древнем Египте.
Возникновение клятвы значительно древнее времени жизни Гиппократа, согласно преданию, клятва восходит к прямым потомкам Асклепия, она переходила в устном виде как семейная традиция из рода в род. Клятва была впервые записана Гиппократом в эллинистической Александрии при Герофиле (Herophilos, ок. 300 г. до н. э.) и Эразистрате и стала документом с III века до н. э.
Первоначальный вариант, записанный Гиппократом в III веке до н. э. на ионийском диалекте древнегреческого языка, запрещал врачу содействовать аборту («я не вручу никакой женщине абортивного пессария») и эвтаназии («я не дам никому просимого у меня смертельного средства и не покажу пути для подобного замысла…»).
С тех пор текст клятвы многократно переводился на новые языки, подвергался редактированию, существенно меняющему его смысл. Для своего времени она была очень большим достижением, задавая высокую нравственную планку. Поэтому не случайно, что в христианском мире она всё-таки была принята с поправками и изменениями. Начало меняется («да будет благословен Бог, Отец Господа нашего Иисуса Христа, Который благословен во веки веков, я не лгу»).
В Северной Америке и Европе в 2006 году текст клятвы заменён «профессиональным кодексом». По мнению авторов[кого?] нового документа, текст, предложенный греческим врачом ещё две с половиной тысячи лет назад, совершенно не отражает реалий сегодняшнего дня. «Во времена Гиппократа не было таких важных принципов работы медиков, как уважение к другим специалистам и право пациента на собственный выбор. Кроме того, врачи того времени не сталкивались с постоянными подозрениями в непрофессионализме со стороны общества, властей и журналистов». В новом тексте исключены требования по неучастию в абортах, хирургическом лечении каменной болезни и корректному обращению с рабами.
В СССР «Присяга врача Советского Союза», утверждённая в 1971 году, в середине 1990-х сменилась на «Клятву российского врача», а в 1999 году Думой был принят, и президентом Б. Ельциным подписан, новый текст «Клятвы врача России», которую врачи читают в торжественной обстановке при получении диплома.
Нынешний текст клятвы врача установлен федеральным законом «Об основах охраны здоровья граждан в Российской Федерации».
В Израиле врачи приносят не клятву Гиппократа, а клятву еврейского врача. Это связано с тем, что в традиционном тексте клятвы Гиппократа упоминаются боги древнегреческого пантеона, что идёт вразрез с иудаизмом, по которому Бог — один, и приносить клятвы Его именем нельзя. Так как в Израиле религия не отделена от государства, во всех еврейских ВУЗах, готовящих врачей, клятва Гиппократа не используется. Клятва еврейского врача отличается от клятвы Гиппократа только в мелких деталях (упоминания о богах).
В настоящее время на территории США действие клятвы Гиппократа ограничено судебным прецедентом, основанным на Homeland Security Act. В соответствии с этим прецедентом, врачебная помощь террористам (или потенциальным террористам) признана незаконной экспертной помощью в их адрес и является уголовно наказуемой.
В ряде случаев традиционная клятва Гиппократа вступает в противоречие с требованиями части общества, в том числе некоторых медицинских работников. В частности, всё чаще обсуждается возможность узаконить эвтаназию, которая в корне противоречит традиционной клятве Гиппократа.
«Клятва» содержит 9 этических принципов:
1. Обязательство перед учителями, коллегами, учениками.
2. Принцип непричинения вреда.
3. Обязательство оказания помощи больному (принцип милосердия).
4. Принцип заботы о пользе больного и доминанты интересов больного.
5. Принцип уважения к жизни и отрицательного отношения к эвтаназии.
6. Принцип уважения к жизни и отрицательного отношения к абортам.
7. Обязательство об отказе от интимных связей с пациентами.
8. Обязательство личного совершенствования.
9. Врачебная тайна (принцип конфиденциальности)[6].

## Текст клятвы

### На русском языке

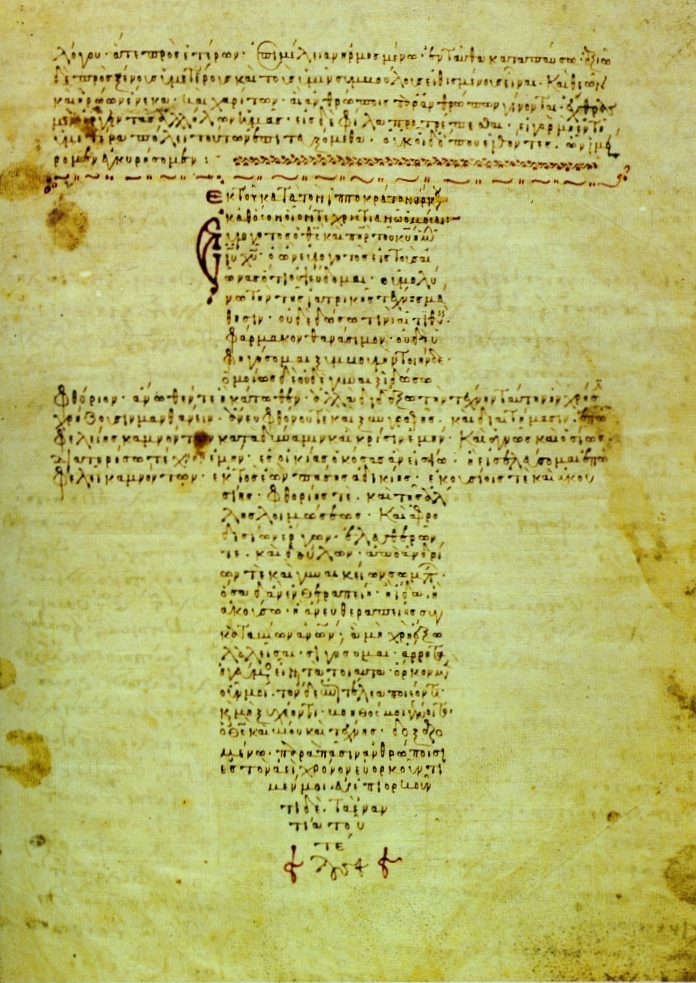
Рукопись XII века с текстом Клятвы в форме креста

Буклет, который вручался при принятии присяги в 1987 году в Донецком мединституте. Лицевая сторона

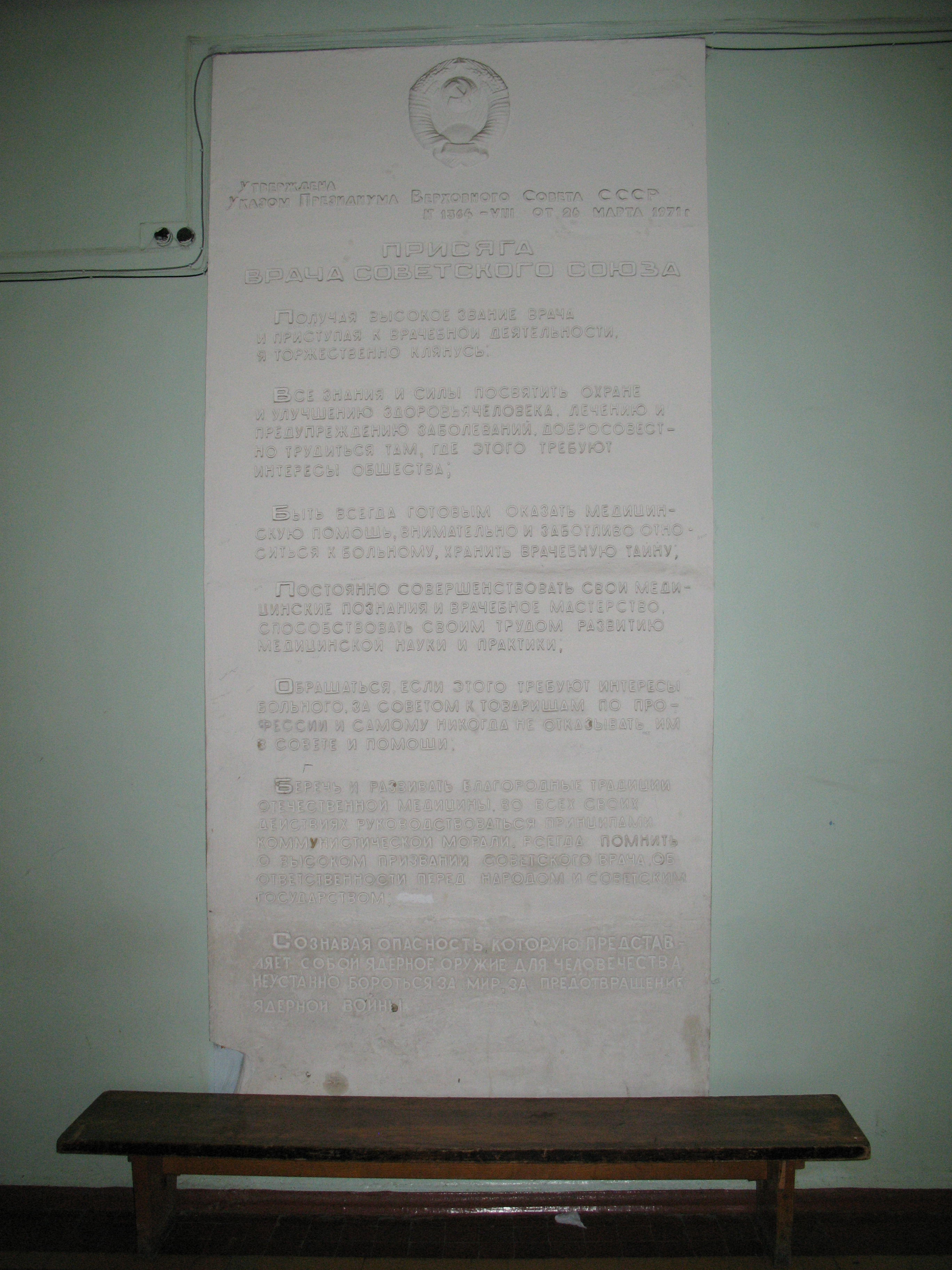
Донецкий государственный медицинский университет им. Максима Горького. Текст присяги в холле второго этажа морфологического корпуса, перед большим наклонным залом

Текст присяги врача Советского Союза на украинском и русском языках

Клянусь Аполлоном врачом, Асклепием, Гигиеей и Панакеей, всеми богами и богинями, беря их в свидетели, исполнять честно, соответственно моим силам и моему разумению, следующую присягу и письменное обязательство: считать научившего меня врачебному искусству наравне с моими родителями, делиться с ним своим достатком и в случае надобности помогать ему в его нуждах; его потомство считать своими братьями, и это искусство, если они захотят его изучать, преподавать им безвозмездно, и без всякого договора; наставления, устные уроки и всё остальное в учении сообщать своим сыновьям, сыновьям своего учителя и ученикам, связанным обязательством и клятвой по закону медицинскому, но никому другому.
Я направляю режим больных к их выгоде сообразно с моими силами и моим разумением, воздерживаясь от причинения всякого вреда и несправедливости. Я не дам никому просимого у меня смертельного средства и не покажу пути для подобного замысла; точно так же я не вручу никакой женщине абортивного пессария. Чисто и непорочно буду я проводить свою жизнь и своё искусство. Я ни в коем случае не буду делать сечения у страдающих каменной болезнью, предоставив это людям, занимающимся этим делом. В какой бы дом я ни вошёл, я войду туда для пользы больного, будучи далёк от всякого намеренного, неправедного и пагубного, особенно от любовных дел с женщинами и мужчинами, свободными и рабами.
Что бы при лечении, а также и без лечения, я ни увидел или ни услышал касательно жизни людской из того, что не следует когда-либо разглашать, я умолчу о том, считая подобные вещи тайной. Мне, нерушимо выполняющему клятву, да будет дано счастье в жизни и в искусстве и слава у всех людей на вечные времена, преступающему же и дающему ложную клятву да будет обратное этому.

### На ионийском диалекте древнегреческого языка
Ὄμνυμι Ἀπόλλωνα ἰητρὸν, καὶ Ἀσκληπιὸν, καὶ Ὑγείαν, καὶ Πανάκειαν, καὶ θεοὺς πάντας τε καὶ πάσας, ἵστορας ποιεύμενος, ἐπιτελέα ποιήσειν κατὰ δύναμιν καὶ κρίσιν ἐμὴν ὅρκον τόνδε καὶ ξυγγραφὴν τήνδε. Ἡγήσασθαι μὲν τὸν διδάξαντά με τὴν τέχνην ταύτην ἴσα γενέτῃσιν ἐμοῖσι, καὶ βίου κοινώσασθαι, καὶ χρεῶν χρηίζοντι μετάδοσιν ποιήσασθαι, καὶ γένος τὸ ἐξ ωὐτέου ἀδελφοῖς ἴσον ἐπικρινέειν ἄῤῥεσι, καὶ διδάξειν τὴν τέχνην ταύτην, ἢν χρηίζωσι μανθάνειν, ἄνευ μισθοῦ καὶ ξυγγραφῆς, παραγγελίης τε καὶ ἀκροήσιος καὶ τῆς λοιπῆς ἁπάσης μαθήσιος μετάδοσιν ποιήσασθαι υἱοῖσί τε ἐμοῖσι, καὶ τοῖσι τοῦ ἐμὲ διδάξαντος, καὶ μαθηταῖσι συγγεγραμμένοισί τε καὶ ὡρκισμένοις νόμῳ ἰητρικῷ, ἄλλῳ δὲ οὐδενί. Διαιτήμασί τε χρήσομαι ἐπ' ὠφελείῃ καμνόντων κατὰ δύναμιν καὶ κρίσιν ἐμὴν, ἐπὶ δηλήσει δὲ καὶ ἀδικίῃ εἴρξειν. Οὐ δώσω δὲ οὐδὲ φάρμακον οὐδενὶ αἰτηθεὶς θανάσιμον, οὐδὲ ὑφηγήσομαι ξυμβουλίην τοιήνδε. Ὁμοίως δὲ οὐδὲ γυναικὶ πεσσὸν φθόριον δώσω. Ἁγνῶς δὲ καὶ ὁσίως διατηρήσω βίον τὸν ἐμὸν καὶ τέχνην τὴν ἐμήν. Οὐ τεμέω δὲ οὐδὲ μὴν λιθιῶντας, ἐκχωρήσω δὲ ἐργάτῃσιν ἀνδράσι πρήξιος τῆσδε. Ἐς οἰκίας δὲ ὁκόσας ἂν ἐσίω, ἐσελεύσομαι ἐπ' ὠφελείῃ καμνόντων, ἐκτὸς ἐὼν πάσης ἀδικίης ἑκουσίης καὶ φθορίης, τῆς τε ἄλλης καὶ ἀφροδισίων ἔργων ἐπί τε γυναικείων σωμάτων καὶ ἀνδρῴων, ἐλευθέρων τε καὶ δούλων. Ἃ δ' ἂν ἐν θεραπείῃ ἢ ἴδω, ἢ ἀκούσω, ἢ καὶ ἄνευ θεραπηίης κατὰ βίον ἀνθρώπων, ἃ μὴ χρή ποτε ἐκλαλέεσθαι ἔξω, σιγήσομαι, ἄῤῥητα ἡγεύμενος εἶναι τὰ τοιαῦτα. Ὅρκον μὲν οὖν μοι τόνδε ἐπιτελέα ποιέοντι, καὶ μὴ ξυγχέοντι, εἴη ἐπαύρασθαι καὶ βίου καὶ τέχνης δοξαζομένῳ παρὰ πᾶσιν ἀνθρώποις ἐς τὸν αἰεὶ χρόνον. παραβαίνοντι δὲ καὶ ἐπιορκοῦντι, τἀναντία τουτέων.

### На латыни
Per Apollinem medicum et Aesculapium, Hygiamque et Panaceam juro, deos deasque omnes testes citans, mepte viribus et judicio meo hos jusjurandum et hanc stipulationem plene praestaturum. Illum nempe parentum meorum loco habiturum spondeo, qui me artem istam docuit, eique alimenta impertirurum, et quibuscunque opus habuerit, suppeditaturum. Victus etiam rationem pro virili et ingenio meo aegris salutarem praescripturum a pemiciosa vero et improba eosdem prohibiturum. Nullius praeterea precibus adductus, mortiferum medicamentum cuique propinabo, neque huius rei consilium dabo. Caste et sancte colam et artem meam. Quaecumque vero in vita hominum sive medicinam factitans, sive non, vel videro, vel audivero, quae in vulgus efferre non decet, ea reticebo non secus atque arcana fidei meae commissa. Quod si igitur hocce jusjurandum fideliter servem, neque violem, contingat et prospero successu tarn in vita, quam in arte mea fruar et gloriam immortalem gentium consequar. Sine autem id transgrediar et pejerem contraria hisce mihi eveniam.

## Современные врачебные клятвы

### Женевская декларация
Женевская декларация (международная клятва врачей) принята 2-й Генеральной Ассамблеей Всемирной медицинской ассоциации (Женева, Швейцария) в сентябре 1948 года, дополнена 22-й Всемирной медицинской ассамблеей (Сидней, Австралия) в августе 1968 года и 35-й Всемирной медицинской ассамблеей (Венеция, Италия) в октябре 1983 года.

### Клятва медицинских школ США
Клятва медицинских школ США под редакцией Льюиса Лазаньи (1964):

Я обязуюсь всеми силами и всеми способами исполнять следующую клятву:
я буду уважать завоёванные трудом научные достижения тех врачей, по стопам которых я иду, и с радостью поделюсь своими знаниями с теми, кто последуют за мной;
я буду применять во благо больного все необходимые меры, обходя двойную ловушку чрезмерного лечения и врачебного нигилизма;
я буду помнить, что в медицине есть не только наука, но и искусство, и теплота, сочувствие и понимание в отношении пациента могут  перевесить скальпель хирурга и препарат фармацевта;
я не постесняюсь сказать «я не знаю» и обращусь за помощью к коллегам, когда для достижения выздоровления пациента потребуются их навыки;
я буду уважать личную жизнь своих пациентов, поскольку их проблемы раскрываются передо мной не для того, чтобы о них мог узнать весь мир; с особенно большой осторожностью я должен поступать в вопросах, касающихся жизни и смерти; и если мне будет дано спасти жизнь, я буду благодарен; но также в моей власти может оказаться и лишение жизни, эта колоссальная ответственность должна соответствовать великому смирению и осознанию моей собственной бренности; никогда я не должен играть роль Бога;
я буду помнить, что я осуществляю лечение не для коррекции графика температуры, не для подавления роста злокачественной опухоли, а для помощи больному человеку, болезнь которого может затронуть его семью, его благосостояние; моя ответственность включает в себя эти проблемы, так как я собираюсь оказать помощь больному надлежащим образом;
я буду предотвращать болезнь всякий раз, как смогу, поскольку профилактика предпочтительнее лечения;
я буду помнить, что остаюсь членом общества, но с особыми обязательствами ко всем моим собратьям, как к здоровым душой и телом, так и к немощным;

пока я не нарушу эту клятву, пусть я буду наслаждаться жизнью и своим искусством, буду уважаемым при жизни и вспоминаемым с любовью после её окончания. Пусть я всегда стану действовать так, чтобы сохранить лучшие традиции моего призвания, и долго буду испытывать радость исцеления тех, кто ищет моей помощи.

### Присяга врача Советского Союза
Текст присяги врача Советского Союза утверждён указом президиума Верховного совета СССР № 1364-VIII от 26 марта 1971 года.

Получая высокое звание врача и приступая к врачебной деятельности, я торжественно клянусь:
все знания и силы посвятить охране и улучшению здоровья человека, лечению и предупреждению заболеваний, добросовестно трудиться там, где этого требуют интересы общества;
быть всегда готовым оказать медицинскую помощь, внимательно и заботливо относиться к больному, хранить врачебную тайну;
постоянно совершенствовать свои медицинские познания и врачебное мастерство, способствовать своим трудом развитию медицинской науки и практики;
обращаться, если этого требуют интересы больного, за советом к товарищам по профессии и самому никогда не отказывать им в совете и помощи;
беречь и развивать благородные традиции отечественной медицины, во всех своих действиях руководствоваться принципами коммунистической морали, всегда помнить о высоком призвании советского врача, об ответственности перед народом и советским государством.
Верность этой присяге клянусь пронести через всю свою жизнь.

### Клятва врача в Российской Федерации
Исторически имелись три версии клятвы:
- Клятва российского врача (1994)
- Клятва врача России (1999)

Действующая клятва врача в РФ законодательно закреплена в статье 71 федерального закона от 21 ноября 2011 N 323-ФЗ «Об основах охраны здоровья граждан в Российской Федерации», принятого в 2011 году. Лица, завершившие освоение образовательной программы высшего медицинского образования, при получении документа об образовании и о квалификации в торжественной обстановке дают клятву врача следующего содержания:

Получая высокое звание врача и приступая к профессиональной деятельности, я торжественно клянусь:
честно исполнять свой врачебный долг, посвятить свои знания и умения предупреждению и лечению заболеваний, сохранению и укреплению здоровья человека;
быть всегда готовым оказать медицинскую помощь, хранить врачебную тайну, внимательно и заботливо относиться к пациенту, действовать исключительно в его интересах независимо от пола, расы, национальности, языка, происхождения, имущественного и должностного положения, места жительства, отношения к религии, убеждений, принадлежности к общественным объединениям, а также других обстоятельств;
проявлять высочайшее уважение к жизни человека, никогда не прибегать к осуществлению эвтаназии;
хранить благодарность и уважение к своим учителям, быть требовательным и справедливым к своим ученикам, способствовать их профессиональному росту;
доброжелательно относиться к коллегам, обращаться к ним за помощью и советом, если этого требуют интересы пациента, и самому никогда не отказывать коллегам в помощи и совете;
постоянно совершенствовать своё профессиональное мастерство, беречь и развивать благородные традиции медицины.

## В культуре
- Рассказ «Клятва Гиппократа» Юрия Нестеренко.
- «Клятва Гиппократа», фильм 1965 года, СССР.
- «План побега», фильм 2013 года, США. «Тюремный врач … держал на столе клятву Гиппократа и „талмудик“ по медицинской этике»[10].
- «Бой с тенью», фильм 2005 года, Россия.
- «Клиника», телесериал. В 15-й серии 4-го сезона «Моя лицемерная клятва» обыгрываются этические аспекты работы врачей.
- «Хороший доктор», сериал 2017 года. Упоминание в одной из серий.
- «Из пепла», фильм 2003 года, США. Врач-гинеколог Джизелла Перл, узница Освенцима, спасает женщин, которым грозит неминуемая гибель из-за беременности. Она осуществляет аборты вопреки клятве, данной ею до войны.
- «Анатомия страсти», 6-й сезон, 15-я серия. В конце серии бывший шеф отделения произносит клятву на лекции в больнице.